# الوجه الآخر (مسلسل 2018)
الوجه الأخر هو مسلسل مغربي تم بثه في رمضان 2018.

## قصة المسلسل
يحكي المسلسل قصة شاب يعمل كرئيس تحرير لجريدة القلم الحر وسط مدينة الدار البيضاء يدعى "إدريس" عُثر عليه مقتولا في شقته، والمتهم الأول في قتله هي زوجته "أسماء" التي كانت تجمع بينها وبين زوجها علاقة حب كبيرة، لتتولى الأحداث ويبدأ البحث حول إمكانية وجود متهمين أخرين في هذه القضية.

## طاقم التمثيل
- محسن مالزي
- فاطمة الزهراء قنبوع
- فاطمة الزهراء جواهري
- صفاء حبيركو
- حسنة الطمطاوي
- وكذالك المشاركة المتميزة لكل من جمال العبابسي وعادل أبا تراب وأخرون.